# The English Teacher
The English Teacher è un film del 2013 diretto da Craig Zisk, con protagonista Julianne Moore.

## Trama
Linda Sinclair insegna inglese in un liceo di Kingston (Pennsylvania) ed è molto apprezzata dagli studenti per l'idealismo e la passione che mette nel suo lavoro. Non altrettanto si può dire della sua vita privata, ordinaria e costellata da tante possibili relazioni mai iniziate. Una sera, mentre sta prelevando allo sportello del bancomat, Linda viene avvicinata da un ragazzo che scopre essere Jason Sherwood, un suo ex studente molto portato per la scrittura che però non è riuscito a sfondare come commediografo a New York. Jason è rientrato a Kingston per preparare il test di ammissione alla facoltà di giurisprudenza, dato che suo padre vuole che diventi avvocato per avere una carriera più sicura.
Linda insiste perché Jason non demorda nell'inseguire i suoi sogni e si offre di leggere La crisalide, una pièce teatrale scritta dal ragazzo. Linda rimane molto colpita dall'opera, tanto da proporla al collega Carl Kapinas per l'annuale spettacolo del gruppo di teatro della scuola. Linda è chiamata a vincere le resistenze del consiglio scolastico, turbato dal lavoro di Jason che si conclude con un finale molto crudo in cui tutti i personaggi si suicidano. A Jason viene comunque proposto un contratto nel quale però rinuncia al suo finale: Linda spinge Jason a firmare, senza dirgli però che il suo lavoro sarà modificato. Tra Linda e Jason nasce un'inattesa passione che li porta ad avere un rapporto sessuale sulla cattedra, dopo che il ragazzo aveva discusso con il padre per il fatto che sta trascurando gli studi.
Successivamente Linda spiega a Jason che la loro storia non può continuare, perché in questo momento è il teatro ad avere la priorità, ma si ingelosisce per la crescente affinità tra il ragazzo e Halle Anderson, la protagonista dell'opera, e tenta di convincere la ragazza a non concedersi a lui. Quando però li vede baciarsi dietro le quinte, Linda ha un violento attacco di gelosia e inveisce contro di loro: Jason la rimprovera per il suo comportamento e, attraverso una ripresa video fatta a tradimento da uno studente, tutta la scuola viene a sapere del rapporto sessuale tra Linda e Jason. Come se non bastasse, il giovane autore scopre che l'insegnante gli ha nascosto i cambiamenti del finale: Linda viene licenziata e Jason abbandona i lavori.
Disperata, Linda ha un incidente in macchina e viene ricoverata in ospedale: a curarla è il dottor Tom Sherwood, il padre di Jason, che le rinfaccia l'ipocrisia con la quale lo ha trattato per la sua opposizione ai sogni di Jason. Linda si chiude in se stessa e tenta inutilmente di riavvicinarsi a Jason, dato che il ragazzo non la vuole più vedere e non intende avere nulla a che fare con le prove. La preside del liceo richiama Linda al lavoro, poiché Kapinas ha avuto un malore e la situazione sta sfuggendo di mano: l'insegnante riprende le redini del comando e, scrivendo lei stessa un nuovo finale in cui i personaggi non muoiono, porta in scena lo spettacolo.
Il teatro della scuola è gremito in ogni ordine di posto e anche Jason, seppur un po' recalcitrante, assiste alla messa in scena; quando vede il finale diverso, il ragazzo esce disgustato dal locale ma poi, notando gli applausi vibranti del pubblico, rientra nel teatro e, chiamato da Kapinas, sale sul palco per ricevere anche lui le ovazioni dei presenti. Successivamente Linda torna alla solita vita da insegnante single, ma l'attende una gradevole sorpresa: Tom Sherwood, con cui in passato aveva avuto dei pesanti battibecchi, le confida che la trova fantastica e i due cominciano a frequentarsi. Il lieto fine giunge anche per Jason che, abbandonata ogni velleità giuridica, riprende a scrivere opere teatrali.

## Distribuzione
Il primo trailer del film è stato pubblicato online il 2 aprile 2013.
La pellicola è stata presentata al Tribeca Film Festival il 26 aprile 2013 e successivamente distribuita nelle sale cinematografiche statunitensi a partire dal 17 maggio dello stesso anno.
In Italia il film è stato distribuito dalla Adler Entertainment a partire dall'8 maggio 2014.

## Accoglienza

### Incassi
Il film ha incassato 104.810 dollari negli USA e 61.949 all'estero, per un totale di 166.759 dollari.

### Critica
Le critiche alla pellicola sono state tendenzialmente negative. Il sito Rotten Tomatoes riporta solo il 42% di recensioni positive e una valutazione media di 5.4 su 10.